# Condado de Garvin
O Condado de Garvin é um dos 77 condados do estado norte-americano do Oklahoma. A sede do condado é Pauls Valley, que também é a maior cidade.
A área do condado é de 2107 km² (dos quais 16 km² são cobertos por água), uma população de 27 210 habitantes e uma densidade populacional de 13 hab/km².

## Condados adjacentes
- Condado de McClain (norte)
- Condado de Pontotoc (leste)
- Condado de Murray (sudeste)
- Condado de Carter (sul)
- Condado de Stephens (sudoeste)
- Condado de Grady (noroeste)

## Cidades e Vilas
- Elmore City
- Erin Springs
- Foster
- Hennepin
- Katie
- Lindsay
- Maysville
- Paoli
- Pauls Valley
- Pernell
- Stratford
- Wynnewood